# Australska federalna policija
Australska federalna policija (eng. Australian Federal Police) je policijska snaga koja djeluje na području Australskog commonwealtha. 
Osnovana je 1979. godine spajanjem triju organizacija: 
- Commonweath Police,
- Australian Capitol Teritory Police,
- Federal Buerau of Narcotics (Australia).